# Gevherriz Hanim
Gevherriz Hanım (turco ottomano: کوھریز خانم, lett. "parure di gemme"; Soči, circa 1863 – Istanbul, circa 1940), nota anche come Cevherriz Hanım, è stata una consorte del sultano ottomano Murad V.

## Biografia
Gevherriz Hanım nacque intorno al 1863 a Soči, in Russia. Era di origini circasse, figlia di Halil Bey. Da bambina, i circassi dovettero lasciare la Russia e la famiglia di Gevherriz fuggì a Istanbul, dove lei fu ammessa alla corte ottomana, dove crebbe e venne istruita come Kalfa (serva) prima di essere notata da Murad V.
Sposò Murad V nel 1876, in occasione della sua ascesa al trono. Le venne conferito il rango di "Seconda Ikbal". Tuttavia, dopo appena 93 giorni, Murad V fu deposto, per supposta incapacità mentale, dal suo fratellastro Abdülhamid II, e rinchiuso con tutta la sua famiglia nel Palazzo di Çırağan.
Gevherriz Hanım non ebbe figli da Murad, ma, dal momento che parlava un eccellente francese, all'epoca la lingua franca d'Europa, venne incaricata di insegnarlo ai figli di Murad dalle sue altre consorti.
Secondo la consorte più giovane, Filizten Hanım, Gevherriz svolgeva un ruolo molto importante nella gestione quotidiana del palazzo, lavorando insieme alla governante Nakşifend Kalfa, alla tesoriera Dilberengiz Hanim, al capo eunuco Hüseyn Ağa e al segretario Hüsnü Bey, sotto la guida prima di Şevkefza Sultan, madre di Murad, e poi, quando questa morì, di Mevhibe Kadın, Prima Consorte di Murad (BaşKadin).
In un'occasione Gevherriz fece da traduttrice quando un medico inglese venne inviato a visitare Murad.
Murad V morì nel 1904 e la sua famiglia venne liberata. Gevherriz, insieme alle consorti Nevdürr Hanım, Remzşinas Hanim e Filizten Hanım venne inizialmente inviata a Bursa, ma nel 1915 tornò a Istanbul e si risposò con un certo Hüsnü Bey, anche se il matrimonio fu molto triste.
Alla morte di Murad il suo stipendio era di 1.500 kuruş mensili, ma pochi mesi dopo il CPU glielo ridusse a 500, al che Hatice Sultan, figlia di Murad, scrisse a Mehmed Cavit Bey perché glielo alzassero ad almeno 800 kuruş mensili.
Gevherriz morì a Istanbul intorno al 1940.

## Cultura popolare
- Gevherriz è un personaggio del romanzo storico di Ayşe Osmanoğlu The Gilded Cage on the Bosphorus (2020).[8]